# Hypotoniciteit

1: Links een hypotone oplossing, rechts een hypertone oplossing.
2: Een isotone oplossing.

Hypotoniciteit (hypotoon) (letterlijk verminderde druk of concentratie) is de relatief lage osmotische waarde van een oplossing vergeleken met een andere oplossing.
Bij de mens wordt de toniciteit meestal uitgedrukt ten opzichte van de normale osmotische waarde in het extracellulair milieu van het menselijk lichaam. Voor het menselijk lichaam is een toniciteit van < 285 meq/L hypotoon.
Gerelateerde termen zijn hypertoniciteit (verhoogde osmotische waarde) en isotoon (gelijke osmotische waarde).
Het begrip hypotoniciteit kan ook slaan op een minder dan normale spierspanning. Een floppy infant heeft een veralgemeende hypotoniciteit van de skeletale musculatuur.